# Werner I. (Falkenstein)
Werner I. von Falkenstein (* um 1234 oder 1237; † zwischen 25. Mai 1298 und 22. September 1300) war ein Adliger des Hauses Falkenstein.

## Familie
Werner I. von Falkenstein war ein Sohn des Grafen Philipp I. von Falkenstein (* um 1200, † 1271) und dessen Ehefrau Isengard von Münzenberg.
Es ist nicht klar, mit wem Werner in erster Ehe verheiratet war. Bekannt aus dieser Ehe ist nur folgendes Kind:
- Gisela von Falkenstein (* unbekannt, † 6. März 1280), verheiratet mit Johann I. von Heinsberg, Herr von Löwenberg[5]

Aus seiner zweiten Ehe mit Mathilde von Diez (* 1238, † 1288) gingen folgende Kinder hervor:
- Philipp III. von Falkenstein, Herr zu Münzenberg  (* um 1257, † 9. Februar 1322)[3]
- Kuno I. von Falkenstein (* unbekannt, † unbekannt)[5]
- Werner von Falkenstein (* unbekannt, † nach 1293)[5]
- Ulrich von Falkenstein (* unbekannt, † nach 1317)[5]
- Isengard von Falkenstein (* 1260 in Münzenberg, † nach 1316, verheiratet vor dem 18. Dezember 1290 mit Siegfried von Eppstein)[5][6]

## Leben
Sein Vater nannte sich seit ungefähr 1220 – also schon vor Werners Geburt – Philipp I. von Falkenstein. Zuvor trat er als Philipp IV. von Bolanden in Erscheinung, denn die Herren von Falkenstein sind eigentlich eine Seitenlinie der Herren von Bolanden. Der ungefähr seit 1220 genutzte Name Falkenstein stammt von seiner Burg Falkenstein am Donnersberg. Die Familie verlagerte jedoch ihren Lebensmittelpunkt nach Hessen, da dem Vater ab 1255 durch seine Frau ein Sechstel des Münzenberger Erbes zufiel, darunter auch die Herrschaft Königstein, Assenheim und der Forst Dreieich. Der Vater beerbte im Jahr 1258 das Ministerialengeschlecht Münzenberg und damit die Landvogtei in der Wetterau und die Reichsvogtei im Dreieichforst. Damit wurde der neue Lebensmittelpunkt der Familie das Gebiet des Taunus.
Die erste bekannte urkundliche Erwähnung von Werner stammt aus dem Jahr 1256.
Nach dem Tod des Vaters um 1271/1272 wurde das Haus Falkenstein in zwei Linien aufgeteilt: Werner I. von Falkenstein war der Begründer des Licher Linie, sein Bruder Philipp II. war der erste Herrscher der Butzbacher Linie. Durch Tausche und Käufe erreichten die Herren von Falkenstein am Ende des 13. Jahrhunderts – unter der Regentschaft von Werner I. – einen Besitzanteil von fünf Sechsteln an der Herrschaft von Münzenberg. Bereits 1295 – nach einer weiteren Teilung der Münzenberger Erbschaft – nahm Werner I. seinen Sitz abseits der Münzenburg im nahegelegenen Lich.